# Lysviks kyrka

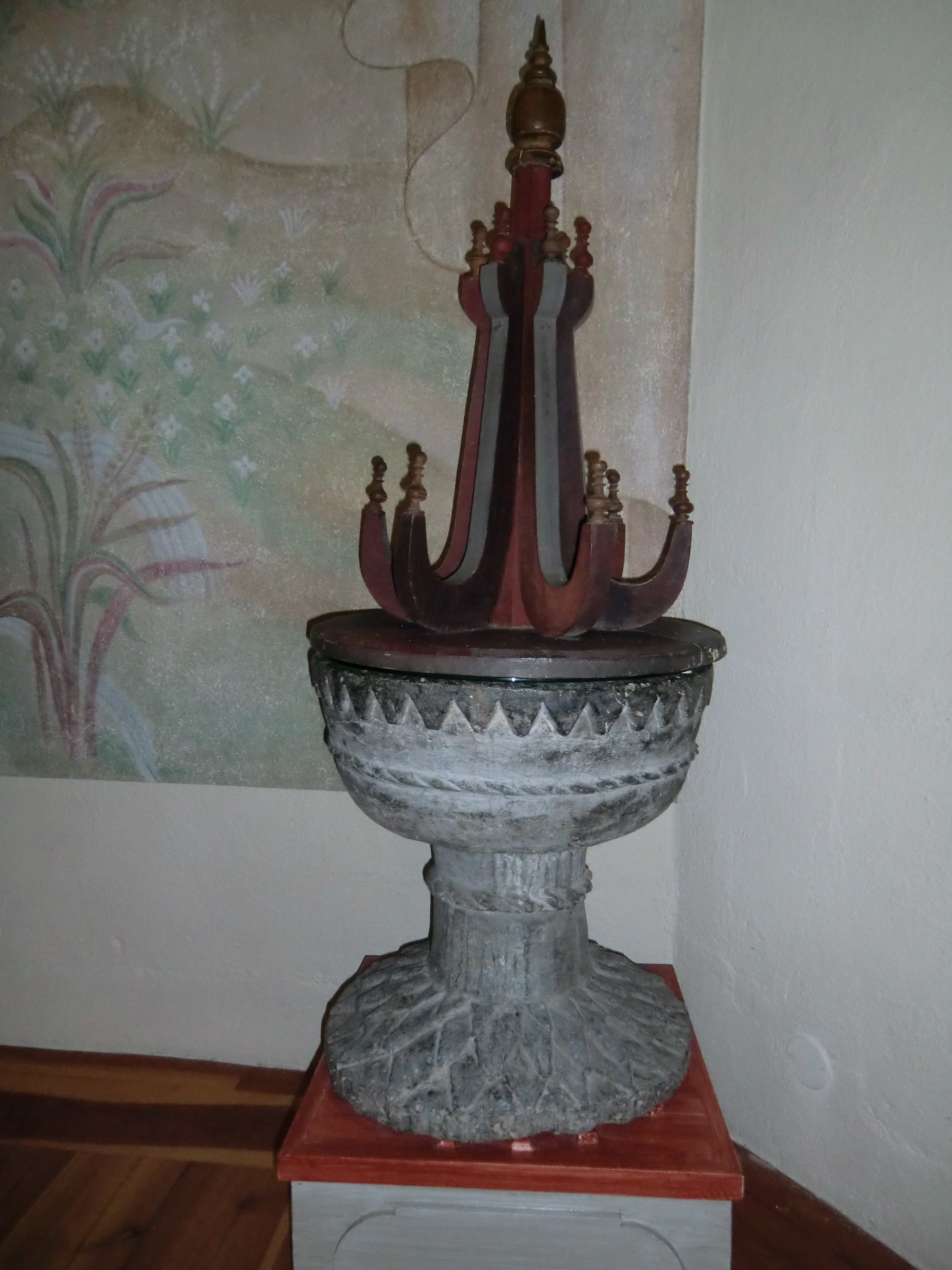
Dopfunt i norsk täljsten från 1200-talet

Lysviks kyrka är en kyrkobyggnad som tillhör Lysviks församling i Karlstads stift. Kyrkan ligger i samhället Lysvik vid östra sidan av sjön Övre Fryken.

## Kyrkobyggnaden
Föregående kyrka på platsen var en träkyrka som uppfördes på 1500-talet. En ännu tidigare kyrka kan, enligt vissa uppgifter, ha funnits här redan på 1200-talet.
Nuvarande kyrka uppfördes 1753 - 1762 av domkyrkans byggmästare Christian Haller. Den består av ett rektangulärt långhus med ett tresidigt kor i öster. Norr om koret finns en sakristia. Vid västra sidan finns ett klocktorn med huvudingång och vapenhus.
En genomgripande restaurering genomfördes 1832 - 1834 under ledning av Swen Qwarnlöf, då det ursprungliga spånklädda taket ersattes av ett skiffertak. Ursprungliga klocktornet med hög tornspira revs och ett nytt och lägre torn med lanternin uppfördes.
1858 förstorades fönstren. Kyrkans väggar revs då ned till fönstrens nedre kant och murades därefter upp till sin nuvarande höjd.
1878 installerades kaminer i kyrkan som tidigare varit ouppvärmd.
1901 revs tornet och ersattes av nuvarande klocktorn.
En restaurering genomfördes 1932 då tak- och väggmålningar tillkom utförda av Tor Hörlin. Korfönstren försågs med glasmålningar av samme konstnär. Motiven är Dopet och Nattvarden. Vid en renovering 1972 överkalkades korväggens målningar.

## Inventarier
- Dopfunten av täljsten är från 1200-talet. Den består av två delar cuppa och fot. Funten saknar uttömningshål.
- Altaruppsatsen i provinsiell barock tillverkades 1697 och byggdes om 1762.
- Predikstolen vid norra väggen är från 1858 och har en sexsidigt bruten korg. Ovanför finns en baldakin med ett förgyllt lamm. Predikstolens timglas är daterat till 1693.
- En snidad ängel är från 1700-talet.

### Orgel
- Orgeln tillverkades 1867 av E. A. Setterquist & Son, Örebro, och hade då 11 stämmor på 1 manual.[1]
- 1942 byggdes orgeln om av Olof Hammarberg, Göteborg, och fick 24 stämmor. Den är pneumatisk och har fasta kombinationer samt registersvällare.

| Huvudverk I       | Svällverk II    | Pedal        | Koppel    |
| Borduna 16’       | Basetthorn 8’   | Subbas 16’   | I/P       |
| Principal 8’      | Rörflöjt 8’     | Oktava 8’    | II/P      |
| Hålflöjt 8’       | Salicional 8’   | Gedackt 8'   | II/I      |
| Viola da Gamba 8’ | Voix celeste 8’ | Nachthorn 4' | II 4'/I   |
| Oktava 4’         | Principal 4'    | Basun 16'    | II 16'/II |
| Gemshorn 4’       | Flöjt 4'        |              |           |
| Oktava 2'         | Nasard 2 2⁄3'   |              |           |
| Mixtur 4 chor     | Blockflöjt 2'   |              |           |
| Trumpet 8'        | Ters 1 3⁄5'     |              |           |
|                   | Oboe 8'         |              |           |

- 1979 tillkom en kororgel byggd av Jan Straubel, Karlstad.Orgeln är mekanisk.

| Manual            | Pedal      | Koppel  |
| Gedackt 8’        | Subbas 16’ | Man/Ped |
| Principal 4’      |            |         |
| Rörflöjt 4’       |            |         |
| Waldflöjt 2’      |            |         |
| Mixtur 3 chor     |            |         |
| Crescendosvällare |            |         |

### Webbkällor
- Kyrkor i Karlstads stift Del II, Utgiven av Värmlands Museum och Karlstads stift, 2008, ISBN 91-85224-72-3
- byggnadspresentation
- anläggningspresentation
- Länsstyrelsen Värmland
- Lysviks församling